# Adenia staudtii
Adenia staudtii är en passionsblomsväxtart som beskrevs av Hermann August Theodor Harms. Adenia staudtii ingår i släktet Adenia och familjen passionsblomsväxter. Inga underarter finns listade i Catalogue of Life.